# کیمبرلی ازکوم
کیمبرلی ازکوم (به آلمانی: Kimberly Ezekwem) (زاده ۱۹ ژوئن ۲۰۰۱) یک فوتبالیست حرفه‌ای آلمانی است که به عنوان مدافع میانی برای فرایبورگ II بازی می‌کند.
او اصالتی نیجریه‌ای دارد.